# Tracker (software)
O Tracker é um software livre de análise de vídeo e modelagem desenvolvido para o ensino de Física. O software é  ligado ao projeto Open Source Physics. Os recursos disponíveis são o rastreamento da posição de um objeto, gráficos e dados de velocidade e aceleração de corpos em movimento, divisão do vídeo por quadros por segundo, calibração de medidas, entre outros.
O uso mais básico do software se dá a partir da captura e acesso a um vídeo digital. É possível calibrar dimensões e, assim, analisar o movimento do objeto, incluindo os respectivos vetores. O aplicativo faz a identificação automática da quantidade de quadros por segundo utilizada na gravação do vídeo original.. A partir desta análise, o programa gera gráficos de diferentes grandezas físicas a partir do ajuste de curvas (como posição, velocidade, aceleração, energia, entre outros), com a possibilidade das respectivas tabelas com os dados gerados. É possível a visualização simultânea do vídeo original com o rastreamento do objeto/corpo físico realizado com o software A análise de vídeo em salas de aula para ensino de física têm sido estudada..
Uma limitação do Tracker está relacionada à sua resolução temporal. Como esta depende da resolução da câmera no qual o vídeo foi gravado, em casos de filmes com poucos quadros por segundo em que a velocidade do objeto em movimento é alta, as imagens podem aparecer borradas, dificultando a obtenção de valores de posição em função do tempo.